# Wugong
Wugong, tidigare romaniserat Wukung, är ett härad som lyder under Xianyangs stad på prefekturnivå i Shaanxi-provinsen i norra Kina.

## Källa
1. ↑  ”worldpostmarks.net”. Arkiverad från originalet den 2 januari 2015. https://web.archive.org/web/20150102101710/http://worldpostmarks.net/HTML%20Countries/china.htm. Läst 24 maj 2015.